# Canobbio
Canobbio is een gemeente en plaats in het Zwitserse kanton Ticino, en maakt deel uit van het district Lugano.
Canobbio telt 1821 inwoners.